# 莫日新堡
莫日新堡（法語：Bourgneuf-en-Mauges，法語發音：[buʁnœf ɑ̃ moʒ] ⓘ，意即为“莫日地区的新堡”）是法国曼恩-卢瓦尔省的一个旧市镇，属于绍莱区。2015年12月15日，莫日新堡和相邻的10个市镇合并为新市镇卢瓦尔河畔莫日（Mauges-sur-Loire）。

## 地理
莫日新堡（47°18'46"N, 0°50'7"W）面积11.64 平方千米，位于法国卢瓦尔河地区大区曼恩-卢瓦尔省，该省份为法国西部内陆省份，大致对应安茹地区，北起顺时针与马耶讷省、萨尔特省、安德尔-卢瓦尔省、维埃纳省、德塞夫勒省、旺代省、大西洋卢瓦尔省和伊勒-维莱讷省接壤。
与莫日新堡接壤的市镇（或旧市镇、城区）包括：卢瓦尔河畔莫日、圣克里斯蒂娜、圣洛朗德拉普莱讷、莫日地区圣康坦、拉波姆赖。

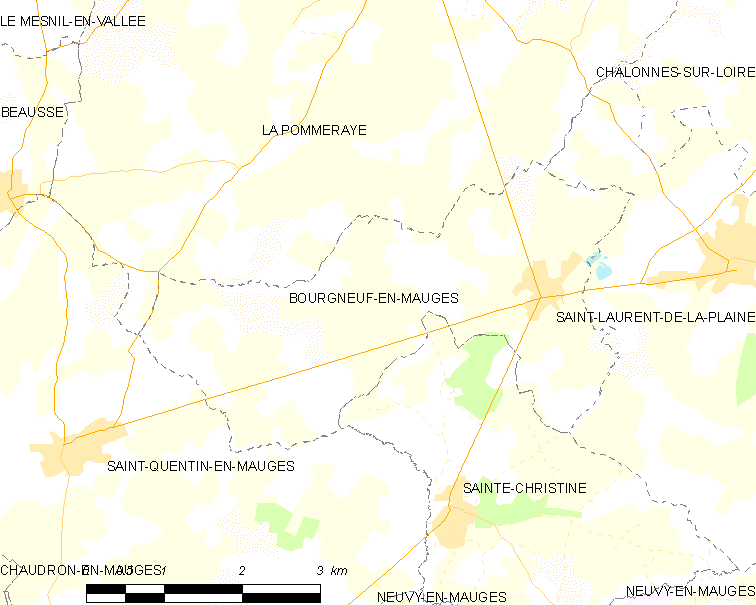
莫日新堡的OSM定位图

莫日新堡的时区为UTC+01:00、UTC+02:00（夏令时）。

## 行政
莫日新堡的邮政编码为49290，INSEE市镇编码为49039。

## 政治
莫日新堡所属的省级选区为卢瓦尔河畔莫日县。

## 人口

1962-2008年间莫日新堡人口变化图示

莫日新堡于2018年1月1日时的人口数量为655人。